# Herxheim bei Landau/Pfalz
Herxheim é um município da Alemanha localizado no distrito de Südliche Weinstraße, no estado da Renânia-Palatinado. É sede da associação municipal homónima.

### Sistema de fosso de Herxheim
O complexo da aldeia foi habitado continuamente de cerca de 5300 a.C. a cerca de 5000 a.C. Durante as escavações, os arqueólogos encontraram grandes quantidades de ossos humanos que haviam sido esmagados em pedaços e mostravam traços dos cortes feitos por ferramentas de corte ao remover o tecido muscular. Toda a carne, os tendões e os tecidos moles foram meticulosamente removidos dos ossos, que foram então - com algumas exceções - esmagados em pequenos pedaços. As calotas cranianas preservadas, que foram moldadas em um formato de concha, permitem uma estimativa do número de vítimas. De acordo com isso, os restos mortais de mais de 1.000 pessoas podem ter sido enterrados em Herxheim. Essa descoberta é única na pré-história da Europa Central.